# Le Portement de Croix (Bosch, L'Escurial)
Pour les articles homonymes, voir Portement de croix (homonymie).
Le Portement de Croix est un tableau peint autour de 1505 par Jérôme Bosch et conservé au Monastère Saint-Laurent de L'Escurial, en Espagne.

## Description

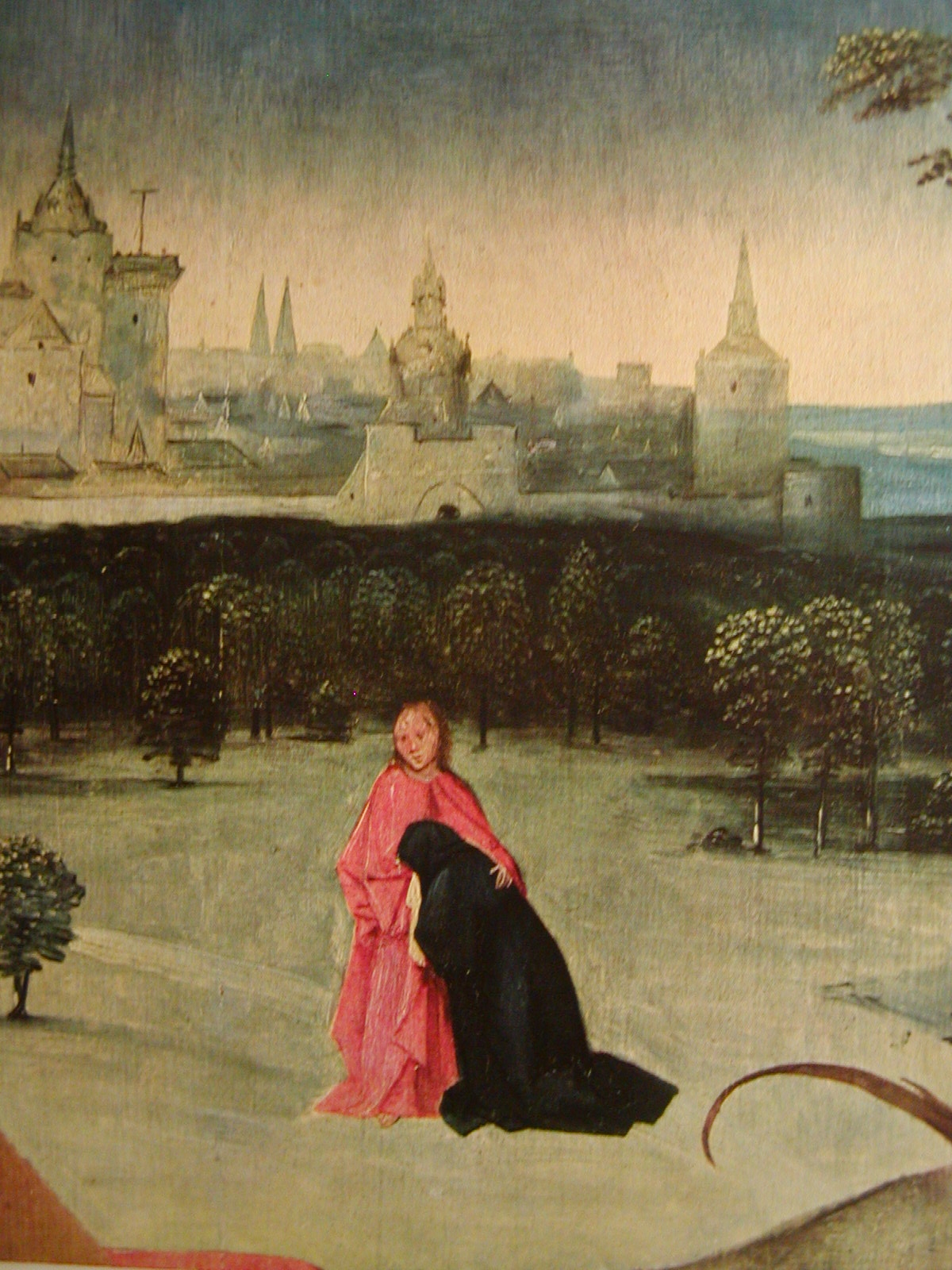
Détail de la Vierge et de saint Jean.

Le Portement de Croix est peint à l'huile sur deux planches de chêne de la Baltique assemblées verticalement en un grand panneau d'environ 142 cm de haut sur 104 de large. Ces dimensions ainsi que certains regards tournés vers le spectateur suggèrent qu'il s'agit-là de la partie centrale d'un triptyque ou, encore plus vraisemblablement, d'un tableau autonome.
Au premier plan, un groupe de personnages accompagne le Christ qui porte avec peine sa croix (en forme de Tau) vers le lieu de son supplice. Couronné d'épines qui font saigner son front, torturé par des planches à clous accrochées près de ses pieds nus, il est fouetté avec une corde par l'un de ses tortionnaires alors qu'il vient de poser un genou à terre. Malgré ce traitement cruel, son visage arbore une expression stoïque. Sa simple tunique grise contraste non seulement avec les tenues colorées (rouges, bleues, vertes) des soldats et des badauds, mais aussi avec le vêtement blanc du vieux Simon de Cyrène qui l'aide à porter la croix. Le groupe est guidé par un soudard dont le chaperon arbore un petit croissant de lune, symbole qui pourrait faire allusion aux Turcs ottomans, principaux ennemis de la chrétienté depuis la chute de Constantinople. Certaines physionomies, notamment celles des trois personnages derrière Simon, sont assez caricaturales, mais sans atteindre le degré d'expressivité et de difformité du Portement de Croix de Gand.
À l'arrière plan, dans un paysage digne d'une enluminure, on aperçoit la Vierge Marie pleurant aux côtés de saint Jean, qui est reconnaissable à son visage imberbe. Plus loin, le peintre a représenté les remparts, les maisons et les tours de Jérusalem, dont la silhouette semble s'inspirer librement de l'architecture gothique de Bois-le-Duc.

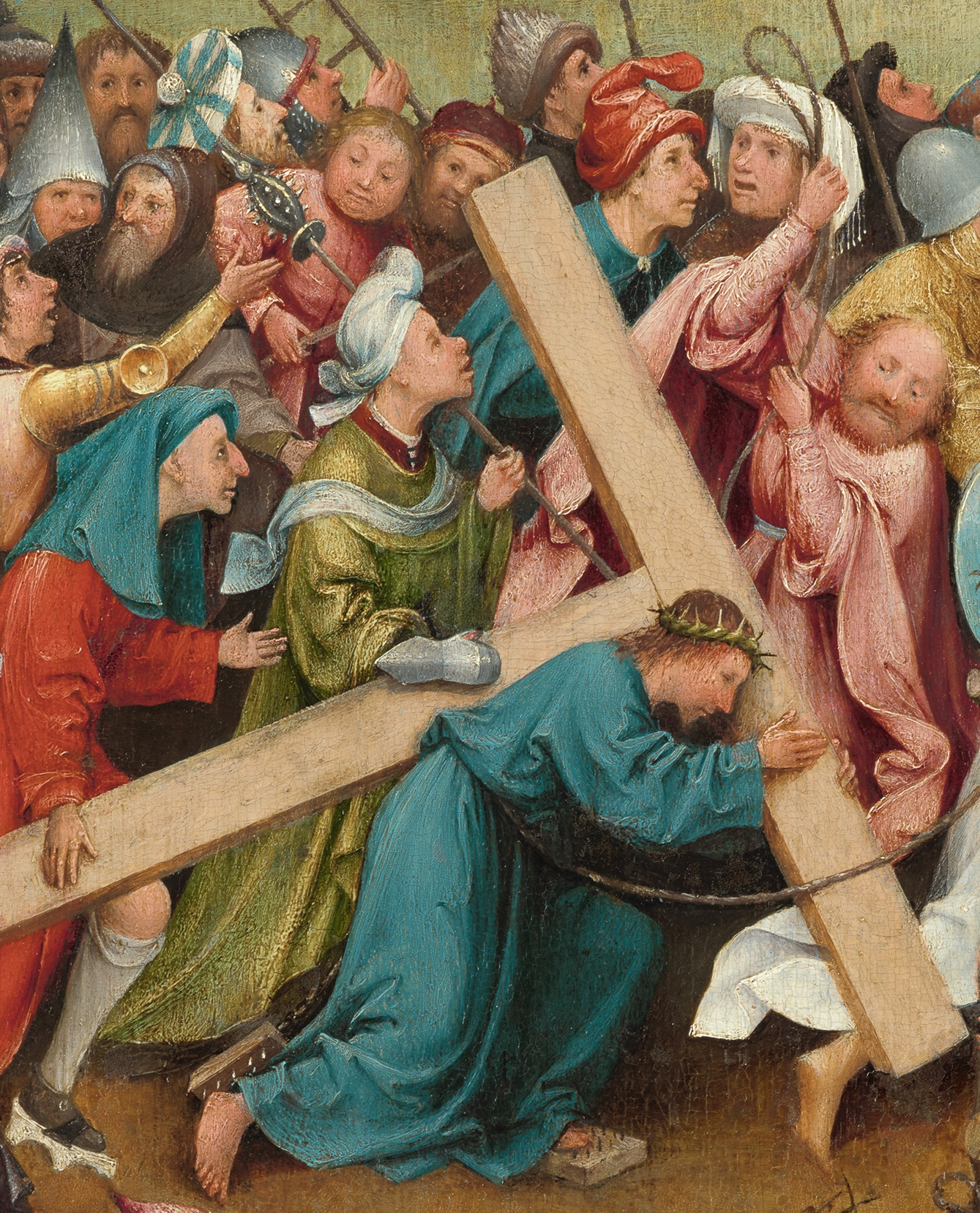
Détail du Portement de Croix de Vienne (vers 1490).

Les personnages du Christ, de Simon de Cyrène et du tortionnaire chauve et barbu fouettant Jésus avec une corde sont représentés dans des positions très semblables sur le Portement de Croix de Vienne, qui est le volet latéral gauche d'un retable démembré. Or, la facture des deux tableaux est très différente, celui de L'Escurial présentant une manière plus ample, onctueuse et monumentale, ce qui pourrait plaider en faveur d'une datation postérieure à celle du panneau viennois.

## Historique
Bien que certains chercheurs se soient interrogés sur la part de l'atelier dans l'exécution de l’œuvre, l'authenticité et le caractère autographe de celle-ci semblent prouvés par les repentirs visibles grâce à l'analyse réflectographique. L'analyse dendrochronologique a quant à elle démontré que le tableau a pu être peint au plus tôt en 1498.
Situant la réalisation du panneau vers 1504-1505, Frédéric Elsig émet l'hypothèse qu'il a pu être destiné à la chapelle de la Confrérie de Notre-Dame dans l'église Saint-Jean de Bois-le-Duc. Sans se prononcer sur l'origine de l’œuvre, le cartel de L'Escurial lui attribue une date de réalisation légèrement plus tardive, vers 1505-1507.
Le roi Philippe II, qui fut le plus grand collectionneur d’œuvres de Bosch, a fait accrocher le tableau à L'Escurial dès 1574. Au XXe siècle, le tableau a été présenté pendant plusieurs années au Palais royal de Madrid et a bénéficié d'une restauration.